# Alberto Mazzucato
Alberto Mazzucato (28. července 1813 Udine – 31. prosince 1877 Milán) byl italský hudební skladatel, pedagog a muzikolog.

## Život
Narodil se v Udine. Jeho otec byl profesorem botaniky na královském lyceu v Udine a matka Elisabetta Rinoldi byla vzdělaná žena šlechtického původu. Základní hudební vzdělání získal od své matky. Studoval v Padově matematiku, ale záhy přešel na konzervatoř. 24. února 1834 měla v divadle Teatro Nuovissimo v Padově premiéru jeho první opera La fidanzata di Lammermoor (rok před operu na stejné téma Gaetana Donizettiho. Poté odešel do Milána, kde uvedl v divadle Teatro alla Canobbiana nepříliš úspěšnou operu Don Chisciotte. V letech 1836–1838 navštívil Paříž. Tato návštěva měla rozhodující vliv na jeho další tvorbu. Seznámil se s velkými operami Daniela Aubera, Giacoma Meyerbeera, Jasquese Halévyho a symfoniemi Ludwiga van Beethovena. Po návratu zkomponoval řadu oper, které byly vesměs dobře obecenstvem přijaty.
Po své poslední opeře Hernani, která měla premiéru v divadle Teatro Carlo Felice v Janově 26. prosince 1843, činnost operního skladatele ukončil a zcela se věnoval pedagogické práci. Působil na milánské konzervatoři nejprve jako profesor zpěvu. Později učil i dějiny hudby, skladbu a instrumentaci. V roce 1872 se stal ředitelem konzervatoře. Mezi jeho žáky najdeme významné skladatele (Arrigo Boito, Benedetto Junck, Isidore de Lara, Antônio Carlos Gomes a Ivan Zajc) i zpěváky (sopranistky Marcella Lotti della Santa, Marietta Gazzaniga a tenor Sims Reeves).
V letech 1859–1868 působil ve Scale jako maestro direttore e concertatore. V roce 1860 spolu s Luigi Felice Rossim a Guglielmo Quarenghim založil Společnost svaté Cecílie (Società di S Cecilia). Psal kritiky a odborné práce do časopisu Gazzetta musicale di Milano. Věnoval se také diskusi o reformě církevní hudby. Zemřel v Miláně 31. prosince 1877 ve věku 64 let.
Jeho syn, Gian Andrea Mazzucatose, stal profesorem hudební estetiky na konzervatoři v Miláně a hudebním kritikem časopisu Corriere della Sera. Od roku 1880 působil v Londýně a stál u zrodu prvního vydání Grove Dictionary of Music. Dcera Elisa, provdaná Bicknellová, žila v Americe a zkomponovala také několik skladeb.

## Dílo

### Opery
- La fidanzata di Lammermoor' (dramma per musica, libreto Pietro Beltrame, Padova, Teatro Nuovissimo, 1834)
- Don Chisciotte (melodramma giocoso, libreto Jacopo Crescini, Milán, Teatro alla Canobbiana, 1836)
- Esmeralda (dramma serio, libreto Filippo De Boni, Mantova, Teatro Sociale, 1838)
- Coro dei penitenti (scénická hudba k tragédii Parisina Antonio Somma, Terst, Teatro Filodrammatico, 1838)
- I corsari (melodramma semiserio, libreto Felice Romani, Milán, Teatro alla Scala, 1840)
- I due sergenti (melodramma, libreto Felice Romani, Milán, Teatro Re, 1841)
- Luigi V, re di Francia (opera seria, libreto Felice Romani, Milán, Teatro Re, 1843)
- Hernani (dramma serio, libreto Domenico Bancalari, Janov, Teatro Carlo Felice, 1843)
- La vergine di Kermo (1870)

### Vokální hudba světská
- Il testamento del conte Erbondo a sua moglie Ginoclorosura (árie)
- Arietta patetica per canto e pianoforte
- Suona la squilla al tempio, della Pollonia o figli, per coro e pianoforte
- Il mestier del corteggiare, aria comica per tenore e pianoforte
- Quando il piè sulle venete sponde, inno in onore di Maria Malibran per voce e pianoforte (1835)
- Ella morì, romanza per soprano e pianoforte
- I due amanti sentimentali, notturno per soprano, tenore e pianoforte (1837)
- Forse, ahi! più non ti vedrò, per basso e pianoforte (1839)
- Quattro melodie per canto sopra poesia di Carlo Johaud (1841)
- Hymne du soir dans les temples (1852)
- Canzone, per tenore e pianoforte (1862)
- Roma (část triptychu provedeného v milánské katedrále dne 20. září 1871 k desátému výročí sjednocení Itálie)

### Duchovní hudba
- Messa Solenne pro sóla sbor a orchestr
- Dixit, per due tenori, basso e orchestra
- Laudate pueri, per tenore, basso e orchestra
- Motetto a grande orchestra, per basso, coro e orchestra
- Tantum ergo, per basso solo e orchestra
- Tantum ergo, per due voci e orchestra
- Tantum ergo, per tenore, coro e orchestra
- jednotlivé části mše